# Đảng Cộng sản Tây Ban Nha
Đảng Cộng sản Tây Ban Nha (tiếng Tây Ban Nha: Partido Comunista de España, PCE) là đảng chính trị quốc gia lớn thứ ba của Tây Ban Nha. Đây là tổ chức thành viên lớn nhất của Izquierda liên minh Unida (IU, Hoa còn lại) và có ảnh hưởng trong công đoàn lớn nhất của Tây Ban Nha, Ủy ban Công nhân (CC.OO.).
Tổ chức thanh niên của PCE là Unión de Juventudes Comunistas de España (Đoàn thanh niên Cộng sản Tây Ban Nha). PCE xuất bản nguyệt san Mundo Obrero (Thế giới công nhân).